# Черноморски
Черноморски (рус. Черноморский) насељено је место са званичним статусом варошице (рус. посёлок городского типа) на југу европског дела Руске Федерације. Налази се у југозападном делу Краснодарске покрајине и административно припада њеном Северском рејону.
Према подацима националне статистичке службе РФ за 2017, у вароши је живело 8.419 становника.

## Географија
Варошица Черноморски се налази у југозападном делу Краснодарске покрајине, између варошице Иљски на истоку (4,5 км) и станице Холмскаја на западу (удаљена око 7 км), односно на око 15 км западно од рејонског центра Северскаје, и на око 45 км југозападно од покрајинске престонице Краснодара.
Само насеље је основано на јужном периферном делу алувијалне Закубањске равнице, на месту где она постепено прелази у северну подгорину Великог Кавказа. Северно од вароши простире се појас култивисане степе која се постепено спушта ка северу, ка левој обали Кубања, док је јужна периферија оивичена брдима кавкаског масива − Пешчани (висине 373 м) и Длинаја гора (317 метара). Кроз насеље протиче неколико мањих потока
Северном периферијом варошице пролази деоница магистралног друма А146 који повезује Краснодар са Новоросијском на црноморској обали, а железничка пруга на истој релацији налази се неких километар северније.

## Историја
Прво насеље основано на овом простору био је хутор Карски који су 1888. основали понтски Грци на око два километра јужније од савременог насеља.
Оснивање савременог насеља у најужој је вези са почетком експлоатације нафте на том подручју, са којом се започело током 1944. године. Северно од хутора Карски 1946. су саграђене прве стамбене јединице намењене запосленима који су радили на бушотини, а ново насеље првобитно је названо Соцгородок. Компанија „Черноморњефт” («Черноморнефть») која је експлоатисала нафту на том подручју дала је име насељу Черноморски 1949. године.

## Демографија
Према подацима са пописа становништва 2010. у вароши је живело 8.626 становника, а према проценама за 2017. тај број је порастао на 8.419 житеља. Најбројнија етничка група су Руси са уделом од око 94%, док су најбројније мањинске заједнице у насељу Украјинци и Јермени.
| 1959.  | 1970. | 1979. | 1989. | 2002. | 2010. | 2017. |
| ------ | ----- | ----- | ----- | ----- | ----- | ----- |
| 10.110 | 8.081 | 8.181 | 8.398 | 8.346 | 8.626 | 8.419 |